# تترا هیدروکسی-۱٬۴-بنزو کوئینون بیس کربنات
تترا هیدروکسی-۱٬۴-بنزو کوئینون بیس کربنات (به انگلیسی: Tetrahydroxy-1,4-benzoquinone biscarbonate) با فرمول شیمیایی C8O8 یک ترکیب شیمیایی با شناسه پاب‌کم 13382131 است. که جرم مولی آن ۲۲۴٫۰۸ گرم بر مول می‌باشد. 